# Саверей, Ян
Ян (Ханс) Саверей Младший (нидерл. Jan (Hans) Savery; 1589, Харлем — похоронен 7 августа 1654, Утрехт) — голландский живописец Золотого века нидерландской живописи. Свои работы часто подписывал как Ян или Ханс, оба имени являются производными от Йоханнес (нидерл. Johannes).

## Биография
Был сыном Якоба Саверея Старшего (1566—1603), племянником Ханса Саверея Старшего (1564—ок.1623) и Руланта Саверея (1576—1639). Все трое были художниками из Кортрейка в Испанских Нидерландах и переехали на север в Харлем между 1584 и 1586 годами. Предполагается, что Ян был учеником своего дяди Руланта, с которым затем работал вместе.
Саверей наиболее известен тем, что в 1651 году написал изображение птицы додо (маврикийского дронта; в настоящее время картина хранится в Музее естественной истории Оксфордского университета). Широко распространено мнение, что Льюис Кэролл, оксфордский математик, вдохновлялся этим рисунком при включении в «Алису в Стране чудес» соответствующего персонажа.